# پلی‌میت

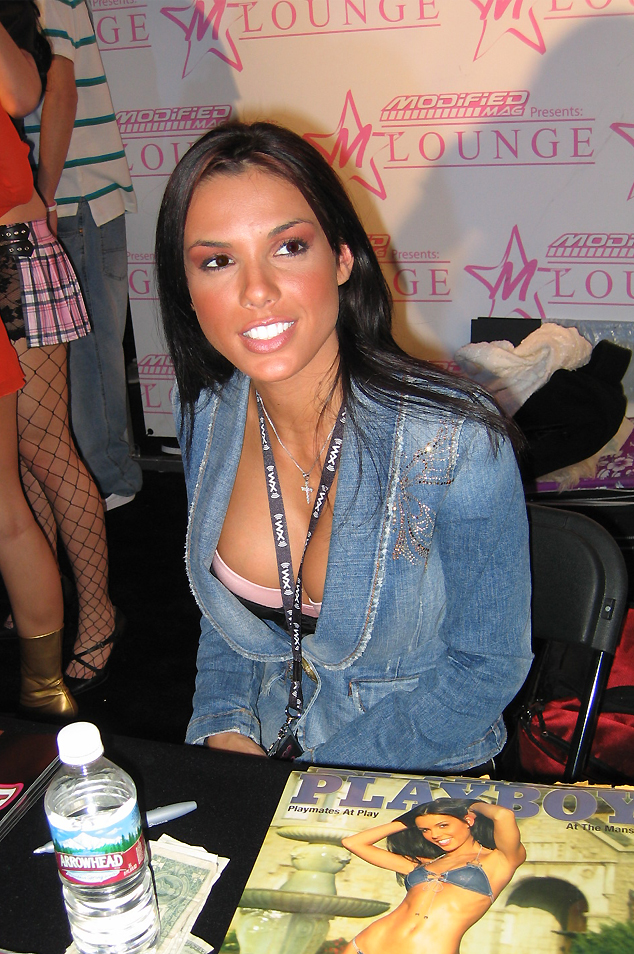
کارملا دیسزاره، پلی‌میت سال ۲۰۰۴

پِلِی‌ْمِیْتهای مجلهٔ پلی‌بوی (انگلیسی: Playboy Playmate) مدل‌های زنی هستند که تصویر آن‌ها در نسخه‌های برگزیدهٔ این مجله با عنوان پلی‌میت ماه (به انگلیسی: Playmate of the Month) چاپ می‌شود. در پایان هر سال، یکی از دوازده پلی‌میت به عنوان پلی‌میت سال انتخاب می‌شود. به هر پلی‌میت ماه ۲۵٬۰۰۰ دلار و به هر پلی‌میت سال ۱۰۰٬۰۰۰ دلار دیگر علاوه بر یک ماشین و یک موتور سیکلت هدیه داده می‌شود.
پلی‌میت‌های احتمالی باید عکسی از خودشان را به مجله ارسال کنند. دیگران هم می‌توانند عکس از نامزدهای پلی‌میت را به مجله ارسال کنند و برندهٔ «فی یابنده» بشوند.
پیش از مرگ هیو هفنر، پلی‌میت‌ها را خود او با مشاورهٔ عکاس‌های مجله انتخاب می‌کرد.